# موريس غلبرت بيشوب
كان موريس غيلبرت بيشوب (15 أبريل 1893 – 20 نوفمبر 1973) باحثًا أمريكيًا كتب العديد من الكتب عن التاريخ الرومانسي والأدب والسيرة الذاتية. امتد عمله أيضًا حتى شملت موضوعاته استكشاف أمريكا الشمالية وغيرها.
يُتّم في الثانية عشرة من عمره، ونشأ بين ولايتي نيويورك وأونتاريو، ودخل عالم الكتابة والنشر في سن مبكرة إذ التحق بجامعة كورنيل في عام 1910. بقي بيشوب في كورنيل طوال حياته العملية وحتى تقاعده، باستثناء الفترة منذ 1914 إلى 1921، ومنذ 1942 إلى 1945، واضطلع في سن 77 بردع أحد المحتجين مستخدمًا صولجانًا شرفيًا.
غطى عمل بيشوب في جوهره باسكال، وبتراركا، ورونسار، ولارشفوكو وكابيثا دي فاكا وشامبلان – محتضنًا الأدب الإيطالي والإسباني واللاتيني، وخاصة الفرنسي. كما عمل مترجمًا وعالم مختارات. اهتم بيشوب بجعل كتبه حية وجذابة وأن تستند في الوقت عينه استنادًا سليمًا إلى الحقيقة؛ أُشيد بها على نطاق واسع لتحقيقها هذه الأهداف، ولكن انتُقدت في بعض الأحيان لما فيها من قصور.
كان بيشوب غزير الإنتاج في نظم موضوعات الشعر الخفيفة بغرض التسلية وقطع النثر القصيرة في المجلات الشعبية في عصره. أشاد زملاؤه الشعراء مثل ريتشارد أرمور وديفيد ماكورد ولويس أونترماير بأبياته الخفيفة.

## الكتابات والمنح الدراسية
«موطن قوته الأكاديمي ]يقصد بيشوب[ كان السيرة الذاتية»: إذ كتب السير الذاتية لباسكال، وبتراركا، ورونسار، ولارشفوكو وكابيثا دي فاكا وشامبلان، والقديس فرنسيس. أدرك بيشوب أن السير الذاتية الأكاديمية لم تحدث سوى تأثير طفيف، فوجه كتاباته بدلًا من ذلك إلى جمهور واسع من القراء: اقترح، مخاطبًا الكُتاب، أن يفكر مؤرخو السير الذاتية المحتملون في كتابة «الخيال الذاتي»، الذي «قد يكون أكثر ذاتية من الخيال، أو أكثر خيالًا من السيرة الذاتية»، مع استناده في كلتا الحالتين «إلى الحقيقة»، والسماح «بقدر كبير من الاختراع، وقدر كبير من الزخرفة».

اعتُمد عمله دراسة في الأدب الفرنسي، الذي نُشر لأول مرة في عام 1955، ككتاب مدرسي قياسي لسنوات عديدة (نُشرت الطبعات المنقحة في عام 1965، وبعد وفاته في عام 2005). نُشرت مراجعاته للكتب حول الموضوعات التاريخية في صحيفة نيويورك تايمز خلال أواخر الخمسينيات وأوائل الستينيات. ما فتئ تاريخ العصور الوسطى الذي كتبه في 1968 يُطبع حتى عام 2023.  أسهم مرارًا في المقالات التاريخية لمجلة أميركان هيرتج وكتب أيضًا مجموعة متنوعة من المواد الأخف، كقصة الغموض الهزلية البقعة الآخذة في الاتساع التي كتبها تحت اسم مستعار وقطع الشعر والنثر الفكاهية التي نشرتها مجموعة متنوعة من المجلات. تضمن ذكره في موسوعة أميركان ناشنال بيوغرافي ما يلي:
تعد منشورات بيشوب التي تربو عن 400 منشور جديرة بالملاحظة ليس فقط بسبب حجمها وتنوع موضوعاتها ولكن أيضًا بسبب أسلوبها الساحر وما تنم عنه من سعة اطلاع. أجاد بيشوب اللغات الألمانية والفرنسية والإسبانية والسويدية واليونانية الحديثة واللاتينية؛ كان إلمامه بآداب اللغات الرومانسية قاطبة استثنائيًا. خلقت دقته الصارمة ورؤيته الحادة مضمونًا ليس فقط لدراساته الأساسية، التي تتناول اللغة والحضارة الفرنسية، ولكن أيضًا للدراسات الخارجة عن اختصاصه.
علّق بيشوب نفسه حول عمله في مجالات تقل معرفته بها نسبيًا قائلًا:
أمل من فعل الشيء نفسه مرة أخرى. لا، إنها ليست مسألة أن أكون الرجل «الملم بكل شيء»، لكنني ببساطة أرغب في إرضاء فضولي حول شيء ما ثم الانتقال إلى شيء آخر.
تُحفظ أوراق بيشوب في المجموعات الخاصة لمكتبة جامعة كورنيل.

## دراسات أدبية أخرى
قدمت طبعة بيشوب عام 1929 لكتاب فولتير كانديد وحكايات فلسفية أخرى رواية  كانديد، والعالم كما هو وقصة برهمي جيد والساذج مع عدد من التعليقات والملاحظات. وجد أحد المراجعين لطبعة 1957 (التي أعيد إصدارها في عام 1962) أن مقدمة المحرر وملاحظاته كانت «مفيدة وحيوية».
طمأنت مراجعة نسخة بيشوب، المنشورة في ذا مودرن لانغويج جورنال، لكتاب كازانوفا الهروب من الرصاص (1933) القراء قبل أي شيء بأن الكتاب «سيجتاز أكثر الرقابات صرامة». أشادت المراجعة بـ «هذه المغامرة الشجاعة»، مع الإشارة إلى أنه، حتى مع حواشي بيشوب، كان الكتاب مخصصًا للقارئ المتمرس في اللغة الفرنسية.
خرجت قصيدتا رواية الحب الحقيقي وبكاء الروح المقدسة عام 1958، اللتان حررهما تلميذ بيشوب آرثر س. بيتس، إلى النور إثر اكتشاف بيشوب لمخطوطة بمكتبة جامعة كورنيل قبل عشرين عامًا، وقد ضمت «الشعر التعبدي في العصور الوسطى المتأخرة الذي كُتب في رباعيات ألكسندرينية موطأة [التي] تمتلك سحرًا غريبًا ومرهفًا في الوقت عينه للتقوى المتهاوية». يتقلد بيشوب في أحد الفصول «المهمة غير المتوقعة المتمثلة في العثور على مصادر لمحتوى القصائد في التيارات الأدبية والصوفية في العصور الوسطى ومثيلاتها». وجد المراجع في ذا مودرن لانغويج ريفيو الفصل «مثيرًا للاهتمام».

كتب ناقد مجهول لـمراجعات كيركس خاصًا كتاب القديس فرنسيس الأسيزي الذي نُشر بعد وفاة بيشوب:
ليس القديس ما يهمه، بل الرجل المتناقض ذو الإنسانية الأخاذة. يقترح بيشوب أن الكثير من زهد فرنسيس الشهير مستمد من تقواه بقدر ما يستمد من حسّه المسرحي العصي على الكبح... ورغم أنه ليس عملًا يُحتكم إليه في الدوائر البحثية، يظل مقنعًا على صعيد نفسي... وجذابًا ومتعاطفًا.
توصلت دراسة استقصائية لاحقة عن رد الفعل الأمريكي تجاه كتاب فرانسيس الأسيزي إلى أن «الكتاب مشتق من غيره وغير مميز بشكل عام».
كما نشر بيشوب مقالات عن كتاب آخرين: كدوشاتوبريان ودانتي وكان يعمل في وقت وفاته على سيرة كولا دي رينزو.